# 福井強
福井 強（ふくい つよし、1980年4月10日 - ）は、大阪府大阪市出身の元プロ野球選手（投手）。

## 来歴・人物
大阪桐蔭高校ではプリンスホテルや西武で同期入団となる水田圭介やゴルファーの宮里優作と同級生で、2年夏には谷口悦司の控え投手として府大会で登板した。3年春には速球派のエースとしてチームを支え府大会で優勝、近畿大会でも準優勝し、夏の府大会では優勝候補に挙げられていたが3回戦で金光第一高校に敗れた。
高校卒業後は水田とともにプリンスホテルに進んだが、2年目の2000年に野球部の廃部が決まったため特例措置で規定より1年早くプロ入りする事になった。同年のドラフト会議で同僚の大沼幸二や水田とともに西武から指名を受け、契約金と年俸それぞれ3,000万円、720万円（いずれも推定）で入団契約を結んでいる。
サイドスローからスライダー、カーブ、シュート、フォークを繰り出す変則左腕として期待され、4年目の2003年にフレッシュオールスターゲームの出場を果たすも結果は残せず、2004年限りで現役引退。
引退後は2007年まで東北楽天ゴールデンイーグルスの打撃投手を務めていた。

## 詳細情報

### 年度別投手成績
- 一軍公式戦出場なし

### 背番号
- 66 （2001年 - 2004年）
- 103 （2005年 - 2007年）